# Avvakum

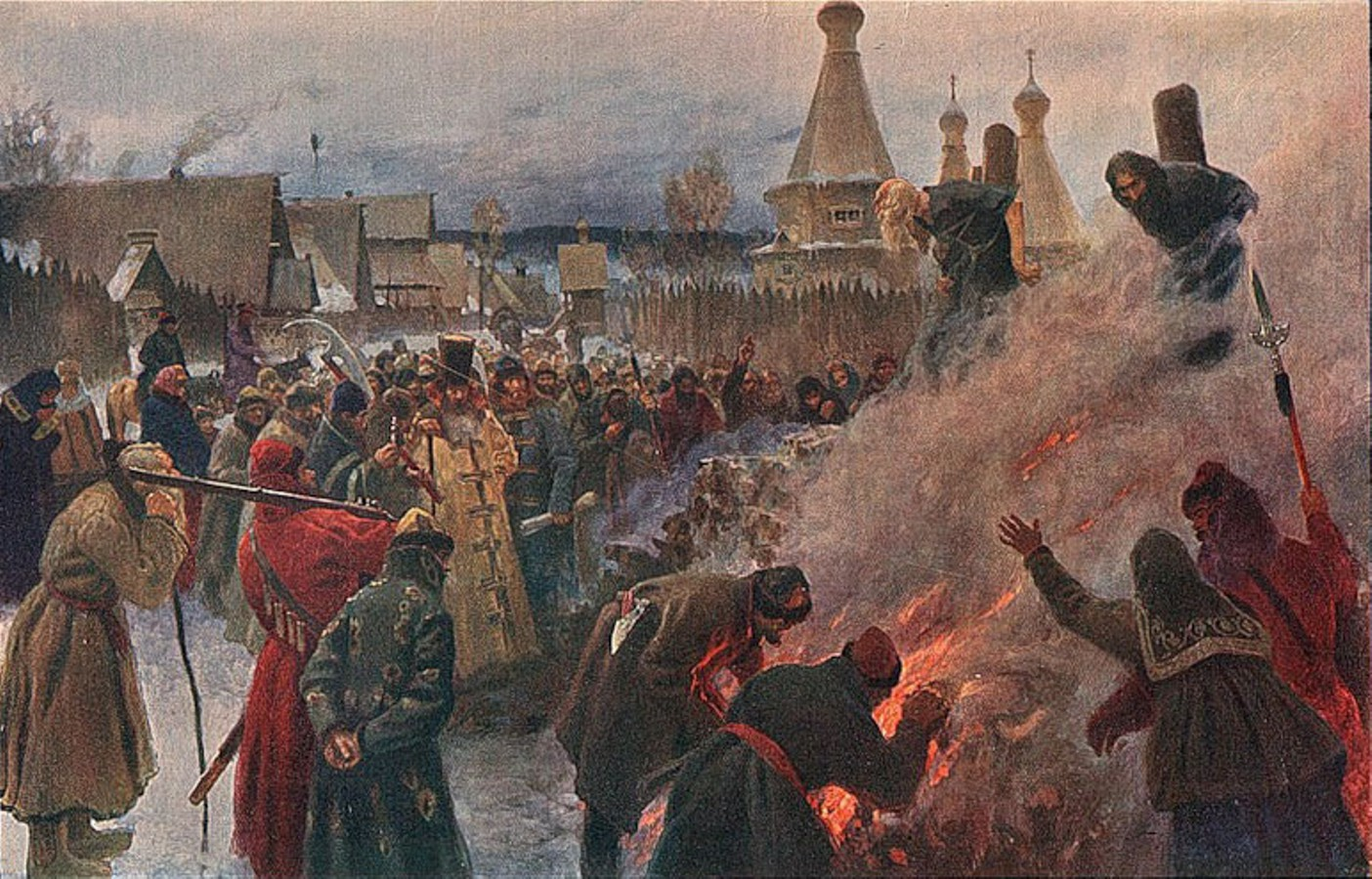
Avvakums avrättning, oljemålning 1897 av Pjotr Mjasojedov.

Avvakum Petrovitj (Petrov), född cirka 1620, död 14 april 1682, var en rysk präst och teolog, som ledde motståndet mot patriarken Nikons reformer och därigenom anses vara den egentlige grundaren av det ryska gammaltroende religionssamfundet.

## Ung präst
Avvakum blev i unga år präst och införde bland annat predikan i gudstjänsten. Han arbetade för de fattiga och förtryckta men var samtidigt sträng och kompromisslös mot sina församlingsmedlemmar. 

## Motstånd

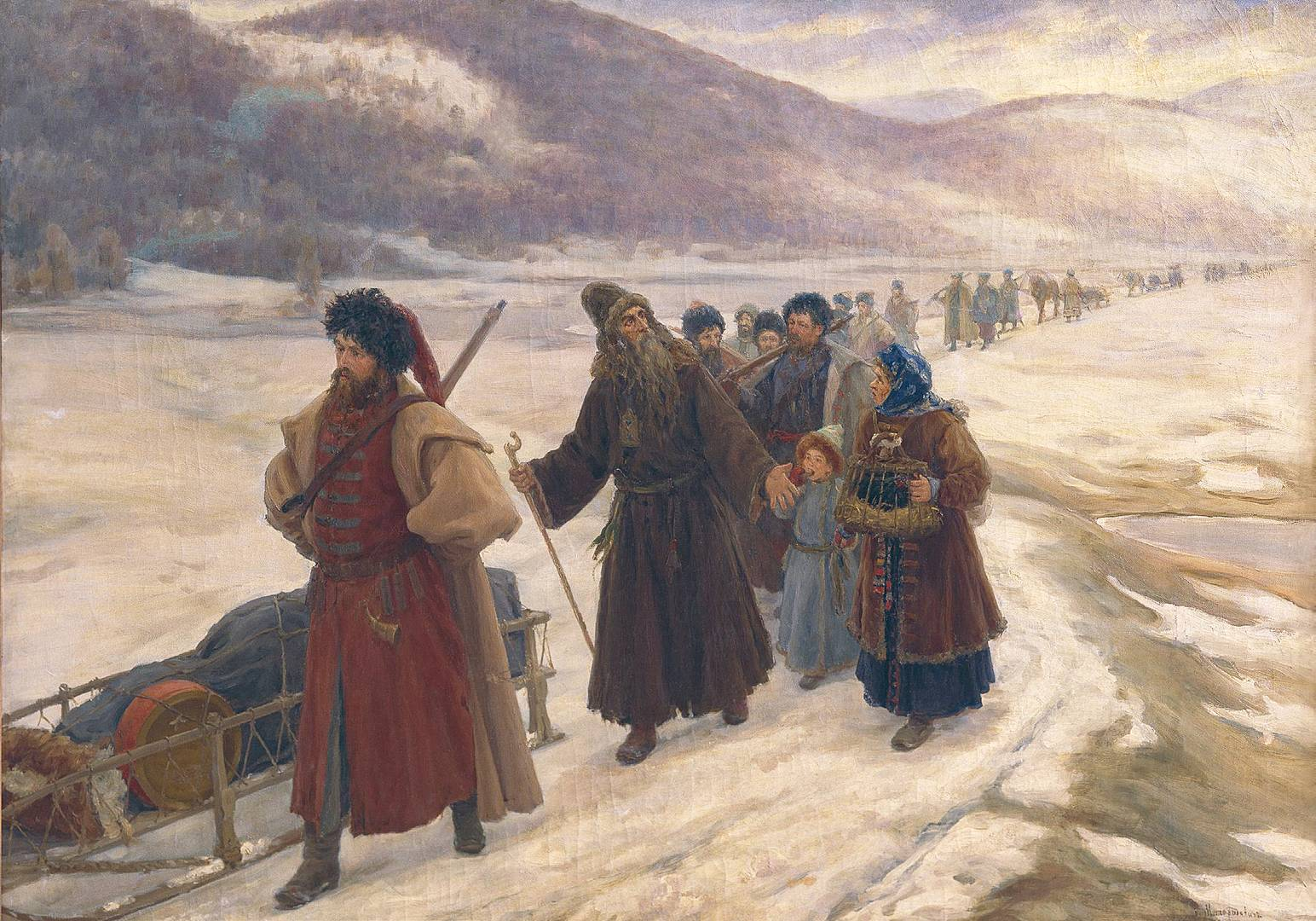
Avakkums förvisning till Sibirien.

Hans självständiga karaktär gjorde att han stötte sig med de ledande och 1653 förvisades han till Sibirien.  Anledningen var att han protesterade mot pariarken Nikons införande av bruket att göra korstecknet med tre fingrar i stället för två samt mot förändringar i kyrkoböcker och ritual. Avvakum placerades i förvisningsområdet Transbajkalien. Under förvisningen avled hans två söner.

## Avrättning
År 1662 fick han återvända från Sibirien och tsaren mottog honom i Kreml med stora hedersbetygelser. Avvakum återupptog sin verksamhet och fortsatte att predika sin tro, varför han på nytt förvisades. Efter att ha befunnit sig på ständig flykt greps och avrättades han 1682. 